# 지그문트 베를링
지그문트 헨리크 베를링(Zygmunt Henryk Berling, 1896년 4월 17일 ~ 1980년 7월 11일)은 폴란드의 장군이자 정치인이었다. 그는 20세기 초 폴란드의 독립을 위해 싸웠다. 제2차 세계 대전 장시 그는 브와디스와프 안데르스의 폴란드 육군에서 탈주한 죄로 사형을 선고받았다. 폴란드 망명 정부가 판결에 영향을 미쳤다. 이후 그는 폴란드 제1군의 사령관이 되어 소련 내의 폴란드군의 일부를 이끌었고 전후 폴란드 정부에서 중요한 역할을 했다.

## 생애
지그문트 베를링은 1896년 4월 27일 리마노바에서 태어났다.그는 제1차 세계 대전이 벌어진 1914년 유제프 피우수트스키의 폴란드 군단에 가담해 제2보병여단 및 제4보병여단에서 복무했다. 1917년 6월부터 1918년 10월까지 발생한 욕설 분쟁 사건 당시 그는 오스트리아-헝가리 제국 육군에서 복무했다. 제1차 세계 대전이 끝날 무렵 그는 새로 재탄생한 폴란드 육군에 참여하여 제4보병여단의 여단장이 되었다. 폴란드-소비에트 전쟁 당시 그는 리비우 전투에서 큰 활약을 보여주었고 이 공로로 비르투티 밀리타리를 서훈받았다.
전후 그는 군대에 남아 1923년 소령으로 진급해 크라쿠프에 있는 제15보병사단의 제5군관군단사령부의 참모가 되었다. 1930년 그는 중령으로 진급했고 사령참모로써 복무하기 시작했다. 처음에 그는 제6보병여단에서 복무하다가 이후 제4보병여단에서 복무했다. 베를링은 1939년 6월 현역에서 은퇴했는데, 이유는 이혼과 상급자들과의 충돌 때문이었다.

### 제2차 세계 대전
베를링은 1939년 9월 폴란드 침공 당시 독일 국방군에 맞선 방어전에 참여하지 않았다. 그의 고향인 빌뉴스가 독일-소련 불가침 조약에 따라 소비에트 연방에 의해 점령되자 다른 폴란드 장교들과 마찬가지로 소련의 비밀 경찰인 내무인민위원회가 그를 체포되었다. 1940년까지 베를링은 수감되었다. 처음에 그는 스타로빌스크에 수감되었다가 나중에 모스크바에 수감되었다. 그는 이후 소련과 협력하게 되었고 이 결과 카틴 학살에서 그는 죽음을 피할 수 있었다.
1941년 8월 17일 시코르스키-마이스키 협정으로 베를링은 감옥에서 풀려났고 새로 창설된 제5보병사단의 참모총장으로 지명되었고 이후 크라스노보드스크에 있는 폴란드 병사들의 임시 막사의 사령관이 되었다. 런던에 있는 폴란드 망명 정부의 브와디스와프 시코르스키와 이오시프 스탈린의 충돌로 소련 내에 있던 수많은 폴란드 병사들과 20,000명의 폴란드 국민들이 소련을 떠나 중동에서 브와디스와프 안데르스의 지도 하에 폴란드 제2군단을 설립했고, 영국군 사령부의 휘하에 편입되었다. 폴란드 망명 정부와 소련 사이의 관계는 카틴 학살에 대해 독일이 조사를 발표하면서 완전히 깨지게 되었다.

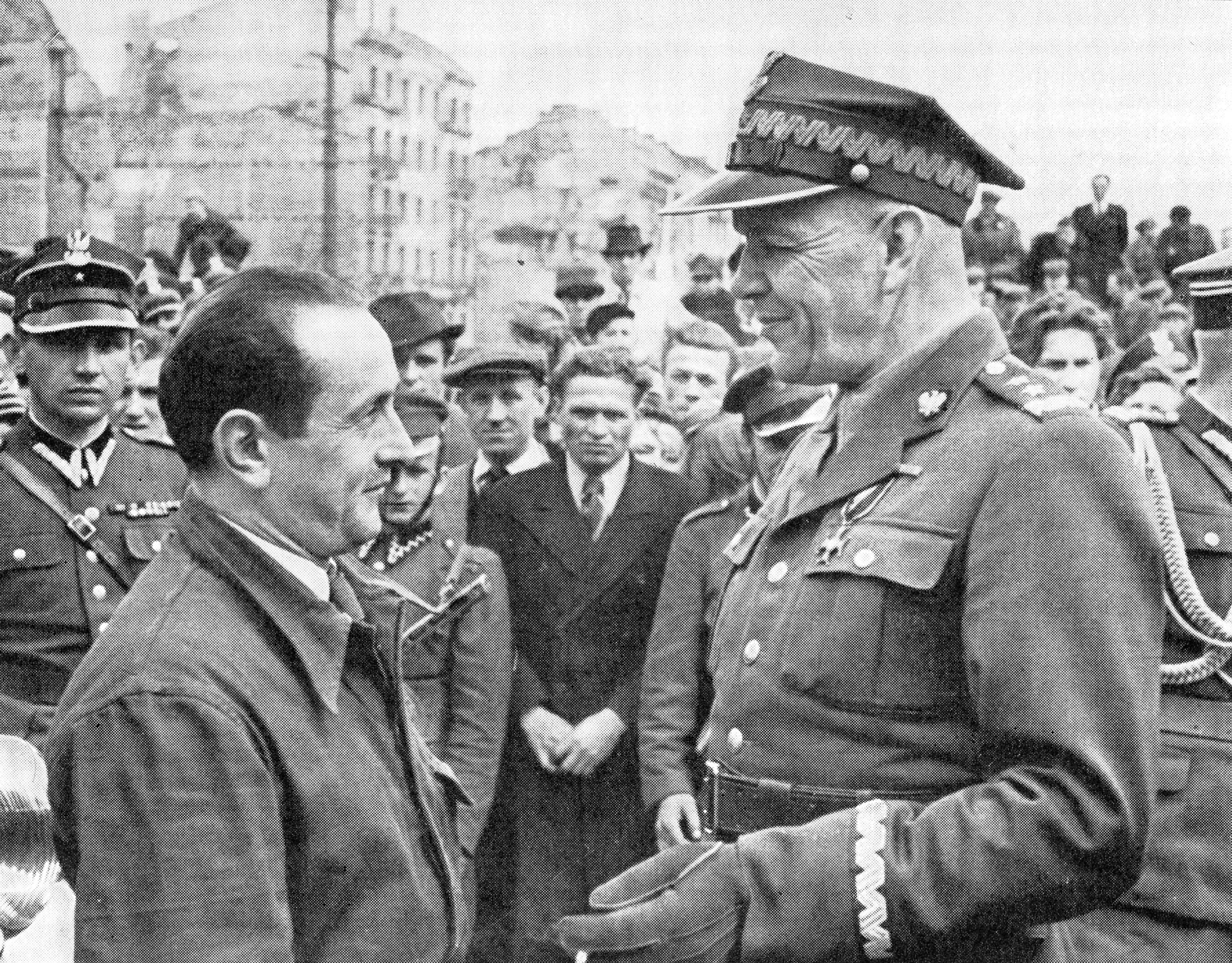
1944년 바르샤바에 있는 지그문트 베를링.

안데르스 장군이 이끈 폴란드 육군의 탈출에서 베를링은 다른 2명의 장교와 함께 붉은 군대에 가입했다. 1943년 4월 20일 안데르스는 3명의 장교들을 강등시키고 군대에서 축출했다. 1943년 7월 25일 야전회의는 축출을 승인하고 탈주자들에게 사실상 사형을 선고하고 모든 권리를 영구적으로 박탈했다. 런던의 폴란드 참모총장이던 카치미에르츠 소슨코프스키가 정치적 상황을 고려해 형벌은 폐지되었다.
1943년 소련 주둔 폴란드군, 즉 폴란드 인민군이 창설되었다. 이들은 폴란드 동부군의 일부였다. 베를링은 폴란드 타데우시 코시치우슈코 제1사단의 사단장이 되었다. 이후 그는 스탈린의 지시로 대령으로 진급했고, 1944년 7월 22일 폴란드 육군의 부사령관이 되었다. 1944년 8월 1일 런던의 폴란드 망명 정부에 복종하며 지속적으로 연락하고 있던 폴란드 국내군이 바르샤바 봉기를 일으켜 붉은 군대가 수도를 점령하기 전 독일군을 몰아내고 도시를 해방하려 했다. 비수아 강에서 베를링의 군대는 진군을 멈추고 바르샤바 부근에 도착하여 소련군 상관들을 처음으로 무시한 채 독자적으로 독일군과 교전할 것을 지시하였고 폴란드 저항군을 지원하려 했다. 그는 모스크바의 전쟁학교로 입학당해 1947년이 되어서야 폴란드로 돌아왔다. 1947년 그는 폴란드에서 참모총장학교를 설립해 교장이 되었다. 1953년 그는 군에서 은퇴했다.

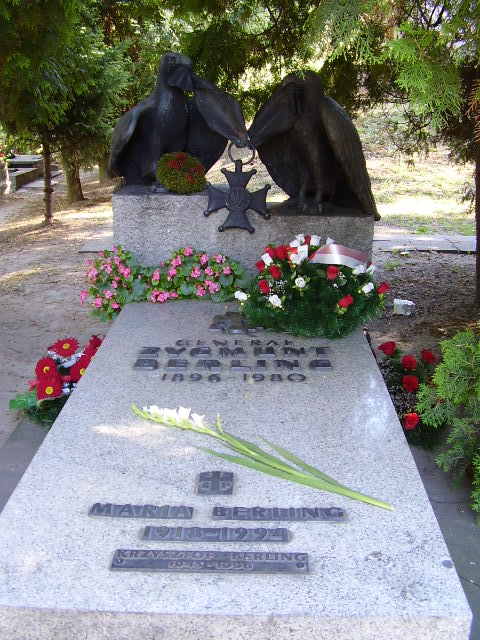
베를링의 묘비

## 후일 삶
지그문트 베를링은 1953년 이후 정부에서 여러 관직을 맡았다. 1953년부터 1956년까지 그는 국가 농산업부의 차관이었고 이후 1956년부터 1957년까지 국가 농업부의 차관이었다. 1957년부터 1970년까지 그는 산림청에서 사냥 감찰관이었다. 1963년 그는 폴란드 연합노동자당에 가입했다.